# Chioneosoma reitteri
Chioneosoma reitteri är en skalbaggsart som beskrevs av Brenske 1887. Chioneosoma reitteri ingår i släktet Chioneosoma och familjen Melolonthidae. Inga underarter finns listade i Catalogue of Life.